# Usa (Ōita)

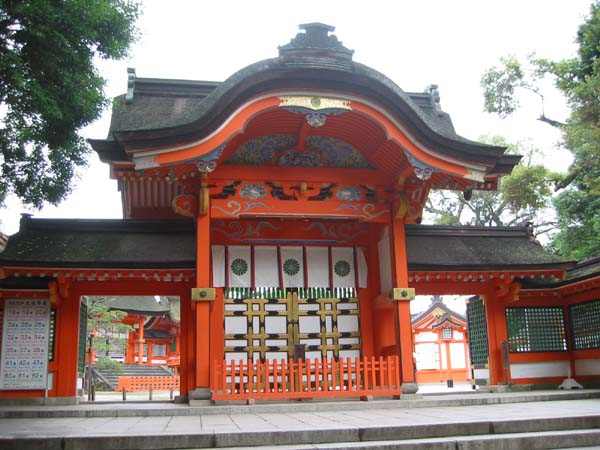
Usatemplets västra port

Usa (japanska 宇佐市, Usa-shi) är en japansk stad i Ōita prefektur på ön Kyushu. Usa fick stadsrättigheter den 1 april 1967. Staden är känd för Usatemplet, huvudtempel för Japans alla Hachimantempel.
Usa är uppdelat i tre områden:
- Usa, området omkring Usatemplet.
- Yokkaichi, området kring Hongan-ji-templet.
- Nagasu, ett hamnområde.

Den 31 mars 2005 införlivades kommunerna Ajimu och Innai med Usa.